# Виконт Селби
Виконт Селби (англ. Viscount Selby) из Карлайла — наследственный титул в системе Пэрства Соединённого королевства. Он был создан 6 июля 1905 года для либерального политика сэра Уильяма Галли (1835—1909). Он был депутатом Палаты общин от Карлайла (1886—1905) и спикером Палаты общин Великобритании (1895—1905). Виконт Селби был сыном врача Джеймса Мэнби Галли (1808—1883). Название виконтства происходит от девичьей фамилии жены виконта Селби, Элизабет Селби (ум. 1906), дочери Томаса Селби.
По состоянию на 2024 год носителем титула являлся его потомок, Кристофер Рольф Томас Галли, 6-й виконт Селби (род. 1993), который наследовал своему отцу в 2001 году.

## Виконты Селби (1905)
- 1905—1909: Уильям Курт Галли, 1-й виконт Селби (29 августа 1835 — 6 ноября 1909), сын врача Джеймса Мэнби Галли (1808—1883);
- 1909—1923: Джеймс Уильям Гершель Галли, 2-й виконт Селби (4 октября 1867 — 2 февраля 1923), старший сын предыдущего;
- 1923—1959: Томас Саттон Эвелин Галли, 3-й виконт Селби (16 февраля 1911 — 18 сентября 1959), единственный сын предыдущего от второго брака;
- 1959—1997: Майкл Гай Джон Галли, 4-й виконт Селби (15 августа 1942 — 10 января 1997), старший сын предыдущего;
- 1997—2001: Эдвард Томас Уильям Галли, 5-й виконт Селби (21 сентября 1967 — 23 января 2001), единственный сын предыдущего;
- 2001 — настоящее время: Кристофер Рольф Томас Галли, 6-й виконт Селби (род. 18 октября 1993), единственный сын предыдущего;
  - Наследник: достопочтенный Джеймс Эдвард Хью Грей Галли (род. 17 марта 1945), младший (второй) сын 3-го виконта Сэлби;
    - Наследник наследника: Джеймс Ян Маккензи Галли (род. 1975), старший сын предыдущего.